# Luang Prabang Range
Luang Prabang Range är en bergskedja i Laos.   Den ligger i provinsen Sainyabuli, i den västra delen av landet, 150 km väster om huvudstaden Vientiane.